# Sumartin
Sumartin (En croata: [sûmartin], en italiano: San Martino di Brazza) es un pueblo de puerto en Croacia, en la isla de Brac. Está conectado por la carretera D113 y por ferry.
Tiene cerca de 600 habitantes. Se sitúa en la punta este de la isla de Brac en Croacia.
El pueblo es la localidad más reciente de la isla. Fue fundado en 1646 por refugiados de Makarska que huían de las invasiones de los turcos. Por esto, los habitantes de Sumartin y sus alrededores hablan el dialecto chtokavien, principal dialecto croata, mientras que en el resto de la isla se habla el dialecto tchakavien, hablado en el norte de Croacia. El pueblo se aisló del resto de la isla durante mucho tiempo, debido a las malas comunicaciones, y desarrolló una nueva mentalidad y métodos de indumentaria ligeramente distintos.
Sumartin es un centro turístico relativamente tranquilo y pacífico, que se anima con la llegada del transbordador (ferry) que comunica la isla con Makarska.
Administrativamente, el pueblo de Sumartin pertenece al municipio de Selca, situado en el condado de Split-Dalmacia

## Etimología
En un pasado remoto, Sumartin era denominado Sitno en referencia a la planta "siti" que es el junco marítimo (Joncus maritimus) que cubre el suelo húmedo de los alrededores.
Más tarde, la localidad fue llamada Vrh Brac (en referencia a Brac), donde Vrh significa el este, debido a su situación sobre la isla de Brac.
El nombre de Santo-Martin fue dado a la iglesia del pueblo por sus primeros habitantes, en homenaje a San Martín de Tours. A finales del siglo XIX, se dio el nombre de Sumartin al pueblo a imitación de otras localidades de la isla como Supetar (Pez de San Pedro) o Sutivan (San Juan).
En la época veneciana, Sumartin se llamaba San Martino en italiano.

## Situación
Sumartin se sitúa al fondo de una de las bahías de la costa sureste de la isla de Brac, frente a la Riviera de Makarska.
El puerto está protegido de los vientos del norte por el cabo Sumartin.
En los alrededores inmediatos de Sumartin se encuentran algunas fracturas que forman playas, tanto de arena como de grava.

## Historia
El territorio del actual Sumartin pertenecía durante los siglos XII y XIII a la abadía de Povlja.
El pueblo de Sumartin fue fundado el 11 de noviembre de 1646 por refugiados procedentes de Makarska, Bosnia y Herzagovina que huyeron delante de la proyección de los turcos otomanos (en tiempos de la guerra de Creta que enfrentó a turcos y venecianos). Los refugiados eran conducidos por los frailes franciscanos ya establecidos cerca de la bahía de Sitno. Los recién llegados no obtienen tierras para cultivar, pues ya estaban ocupadas, por lo que se dedican a la pesca, a la navegación y a la construcción naval.
Al mismo tiempo, cuando el área fue habitada, se comenzó la construcción del monasterio franciscano, del archivo, de la biblioteca del monasterio y de pinturas del siglo XVII.
Del pueblo de Sumartin procedía Mario Puratić que emigró a Estados Unidos. En 1955, inventó el "bloque Puratic" "power bloque" que facilitaba el trabajo a los pescadores para destacar las redes. En 1975, recibió el Premio a Inventor del Año.

## Economía
Las principales actividades económicas en Sumartin son la agricultura, la viticultura, la oleicultura, la pesca y el turismo, aún poco desarrollado. El astillero de Sumartin es de los pocos que quedan en Europa en la zona del Adriático en la que se mantiene la tradición de construir buques de madera.

## Transportes
El puerto de transbordadores (ferris) de Sumartin es, junto con Bol y con Supetar, una de las tres puertas de acceso marítimo a la isla de Brac. El trayecto une esta localidad con Makarska.

## Gente
Mario Puratić

## Monumentos
- Iglesia de Santo-Martin
- Monasterio franciscano
- Iglesia de Santo Nicolás

## Evolución demográfica
| Gráfica de evolución demográfica de Sumartin entre 1857 y 2001 | Gráfica de evolución demográfica de Sumartin entre 1857 y 2001 | Gráfica de evolución demográfica de Sumartin entre 1857 y 2001 | Gráfica de evolución demográfica de Sumartin entre 1857 y 2001 | Gráfica de evolución demográfica de Sumartin entre 1857 y 2001 | Gráfica de evolución demográfica de Sumartin entre 1857 y 2001 | Gráfica de evolución demográfica de Sumartin entre 1857 y 2001 | Gráfica de evolución demográfica de Sumartin entre 1857 y 2001 | Gráfica de evolución demográfica de Sumartin entre 1857 y 2001 | Gráfica de evolución demográfica de Sumartin entre 1857 y 2001 | Gráfica de evolución demográfica de Sumartin entre 1857 y 2001 | Gráfica de evolución demográfica de Sumartin entre 1857 y 2001 | Gráfica de evolución demográfica de Sumartin entre 1857 y 2001 | Gráfica de evolución demográfica de Sumartin entre 1857 y 2001 | Gráfica de evolución demográfica de Sumartin entre 1857 y 2001 |
| -------------------------------------------------------------- | -------------------------------------------------------------- | -------------------------------------------------------------- | -------------------------------------------------------------- | -------------------------------------------------------------- | -------------------------------------------------------------- | -------------------------------------------------------------- | -------------------------------------------------------------- | -------------------------------------------------------------- | -------------------------------------------------------------- | -------------------------------------------------------------- | -------------------------------------------------------------- | -------------------------------------------------------------- | -------------------------------------------------------------- | -------------------------------------------------------------- |
| 1857                                                           | 1869                                                           | 1880                                                           | 1890                                                           | 1900                                                           | 1910                                                           | 1921                                                           | 1931                                                           | 1948                                                           | 1953                                                           | 1961                                                           | 1971                                                           | 1981                                                           | 1991                                                           | 2001                                                           |
| 423                                                            | 475                                                            | 550                                                            | 608                                                            | 751                                                            | 724                                                            | 0                                                              | 579                                                            | 575                                                            | 586                                                            | 522                                                            | 445                                                            | 544                                                            | 618                                                            | 482                                                            |